# Scott Donie
Scott Richard Donie (* 10. Oktober 1968 in Vicenza, Italien) ist ein ehemaliger US-amerikanischer Wasserspringer. Er nahm an zwei Olympischen Spielen teil und gewann dabei eine Medaille.
Donie nahm 1992 in Barcelona erstmals an den Olympischen Spielen teil. Vom 10-m-Brett gewann er hinter Sun Shuwei die Silbermedaille. Im Jahr darauf erlebte er bei einem nationalen Wettbewerb, während er sich auf dem Sprungturm auf einen Sprung vorbereitete, einen Nervenzusammenbruch. Er brach den Sprung ab und nahm sich eine halbjährige Auszeit. Nach seiner Rückkehr sprang er nicht mehr vom 10-m-Turm, sondern startete nur noch im Kunstspringen. Bei den Olympischen Spielen in Atlanta nahm er diesmal vom 3-m-Brett teil, verpasste als Vierter eine Medaille jedoch knapp.
Donie studierte an der Southern Methodist University. Er gewann zwischen 1989 und 1990 insgesamt drei Titel bei Collegemeisterschaften. Er arbeitet heute an der New York University als Trainer im Wasserspringen.